# Česká Lípa – mokřad v nivě Šporky
Česká Lípa – mokřad v nivě Šporky je přírodní památka na severozápadním okraji města Česká Lípa v Libereckém kraji. Nachází se v sousedství městských čtvrtí Sever a Lada. Chráněné území, napájené severněji tekoucím potokem Šporka, přítokem Ploučnice, má zároveň status evropsky významné lokality. Spravuje jej Krajský úřad Libereckého kraje.

## Přírodní poměry
Chráněná lokalita je na severozápadním okraji města Česká Lípa, od něhož ji odděluje násep železniční tratě Česká Lípa – Nový Bor. Při západní straně mokřadu je vedena po jiné, již zrušené trati cyklostezka Varhany. Severní stranu území uzavírá potok Šporka. Nejjednodušší přístup k lokalitě je z cyklostezky.
Dle geomorfologického členění se chráněné území nalézá v Zákupské pahorkatině, v okrsku Českolipská kotlina. Katastry zamokřeného území patří městu Česká Lípa, Dolní Libchavě a Ladům.

## Předmět ochrany
Předmětem ochrany je mokřad a přilehlé vlhké louky. Z fauny jsou chráněny zejména kuňka obecná (Bombina bombina), modrásek bahenní (Phengaris nausithous) a modrásek očkovaný (Phengaris teleius). Přírodní památku vyhlásil Krajský úřad Libereckého kraje. Chráněné území se kryje se stejnojmennou evropsky významnou lokalitou.